# Ai o kō hito
Pour plus de détails, voir Fiche technique et Distribution.
Ai o kō hito (愛を乞うひと) est un film japonais réalisé par Hideyuki Hirayama, sorti en 1998.

## Synopsis
Une jeune femme revient à Taïwan depuis le Japon. Accompagnée de sa fille, elle recherche les cendres disparues de son père.

## Fiche technique
- Titre : Ai o kō hito
- Titre original : 愛を乞うひと
- Titre anglais : Begging for Love
- Réalisation : Hideyuki Hirayama
- Scénario : Chong Wui-sin d'après le roman de Harumi Shimoda
- Photographie : Kōzō Shibasaki
- Montage : Akimasa Kawashima
- Production : Tadamichi Abe, Sadatoshi Fujimine et Hideyuki Takai
- Société de production : Kadokawa Publishing Company et Sundance Company
- Pays de production :  Japon
- Langue originale : japonais
- Genre : drame
- Durée : 135 minutes[1]
- Dates de sortie : 
  - Japon : 26 septembre 1998[1]

## Distribution
- Mieko Harada : Terue Yamaoka
- Maho Nonami : Migusa Yamaoka
- Fumiyo Kohinata
- Mami Kumagai
- Jun Kunimura : Saburo Wachi
- Naomi Nishida
- Tsuyoshi Ujiki : Takenori Wachi
- Morooka Moro
- Kiichi Nakai : Fumio Chin
- Ai Koinuma : Terue Yamaoka à 5 ans
- Chihiro Asakawa : Terue Yamaoka à 15 ans
- Hayato Isohata : Takenori Wachi à 11 ans
- Shirō Maggy : Toshio Takeuchi
- Reiko Niimura : Ine Takada
- Akane Ōsawa

## Distinctions
Le film a été nomme pour douze Japan Academy Prizes et en a remporté neuf : meilleur film, meilleur réalisateur, meilleure actrice pour Mieko Harada, meilleur espoir féminin pour Maho Nonami, meilleur scénario, meilleure photographie, meilleur montage, meilleure direction artistique et meilleures lumières.